# 机械电子学

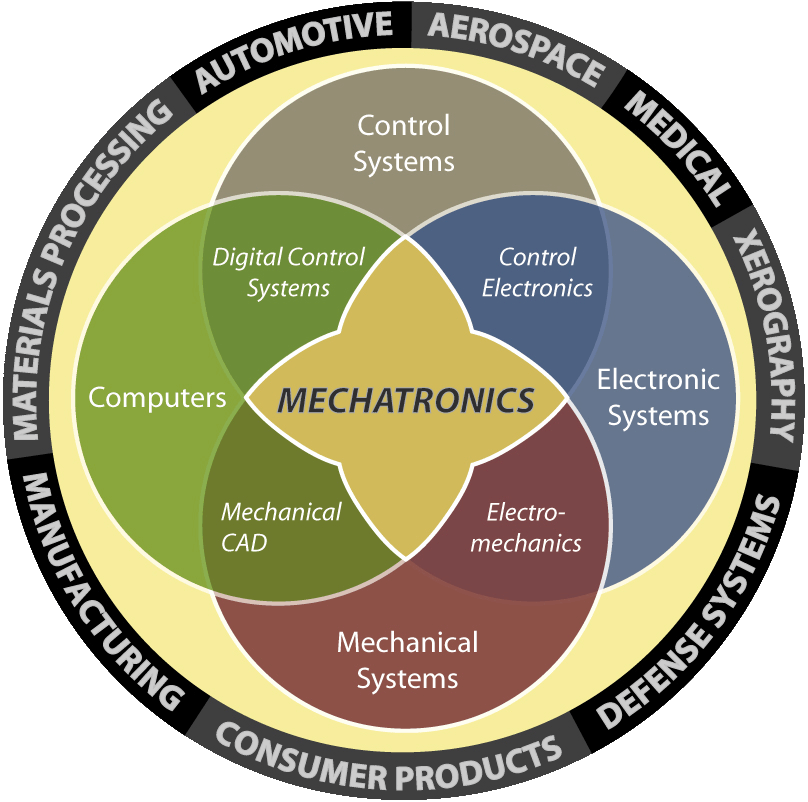
RPI網站有關機電整合跨領域示意圖

机械电子学（英語：mechatronics），又稱機電整合學、機電工程學，机电一体化等，是一门利用微電子理論來控制機械裝置的學科，也是一门交叉学科，它的技术基础是来自机械制造和微電子控制，並配合电脑软件。

## 概述
機電整合學著重以電子硬件、電腦程式或軟件，對機械進行控制，有別於以往機械工程專科較少觸及電子方面，亦有別於以往電機工程學專科較少觸及機械方面。當中較為人熟悉的機電一體化成品為機械人，其技術亦會應用到工業生產中所使用的機械臂及生產線自動化上。不單在工業生產上，在一般我們常接觸的，如小至体内微血管手术機械臂，大至航天飞机、空间站都有應該其技術。現時不少固有的產品亦開始加入自動化控制的元件，如汽車及鐵路。

### 光機電整合
光機電整合工程（英語：Optomechatronic Integration Engineering）就是在微電子技術向機械工業領域滲透過程中逐漸形成並發展起來的由光學、光電子學、微電子、資訊和機械及其他相關技術交叉與融合而構成的綜合性高新技術。

## 系統
系統包括機械本體、電腦控制器、驅動裝置（包括執行裝置和傳動機構）、感測器。
1. 機械系統
2. 電子系統
3. 控制系統
4. 電腦（微控制器）

## 應用範圍
產品種類繁多，如果按用途分，主要有：

### 加工製造
典型產品是各種類型數控機床、工業機器人；其他為自動化倉庫、數控鍛壓機械、數控鑄造機械、數控切割機、數控焊接設備（微機控制對焊機）、電阻焊機、弧焊機器人等。

### 測試和控制
數控三座標測量儀、微機控制或電子化的各種檢查儀、各種微機控制的數位式儀錶、自動測試儀、分析儀、調節控制儀錶等。

### 交通工程
起重運輸機械：如電子控制機車、自動導引車、電子控制塔吊、叉車、運輸監控系統等。汽車、拖拉機、農業機械：如微機控制發動機、電子調速器、刹車防抱裝置、點火控制系統、全電子化汽車、拖拉機、農業機械等。

### 產業機械
如微電子控制紡織機械、印刷機械、食品生產、包裝機械，制漿造紙、皮革加工、塑膠加工機械及各種監測控制裝置等。

### 辦公通訊設備
如影印機、圖形文字編輯機、各種資訊傳遞、儲存和處理裝置、廣播電視通訊設備、圖像處理裝置等。

### 消費性電子產品
這類產品與民眾日用機電產品密切相關，應用量大面廣，主要產品有：電子化家用電器、居家照護器械、電子照相機、彩色擴印設備、磁錄照相機等。

## 相關
- 自動控制
- 电动机械学
- 電機機械
- 控制论（英語：Cybernetics）
- 控制理论（英語：Control theory）
- 机器人学
- 立体化学（英語：Stereochemistry）
- 超分子化学（英語：Supramolecular chemistry）
- 系统工程

## 外部連結
- Bachelor of Engineering (Honours) in Mechatronic Engineering (BEMTE)-CityU